# Patrícia Moretzsohn
Patrícia Moretzsohn (Rio de Janeiro, 19 de abril de 1975) é uma autora de telenovelas brasileira, filha da também autora de novelas Ana Maria Moretzsohn.

## Biografia
Graduou-se em Letras pela Pontifícia Universidade Católica do Rio de Janeiro. Fez a oficina de atores da Globo em 1994. É filha da também autora Ana Maria Moretzsohn, com quem assinou como co-autora a novela Estrela-Guia. Escreveu a telenovela brasileira Malhação entre 1995 e 2005 em parceria com a mãe, Emanuel Jacobina, Marcia Prates e Andréa Maltarolli.
Em 2005, ao lado de Jaqueline Vargas, foi a autora da telenovela Floribella, versão brasileira da argentina Floricienta. A telenovela brasileira teve uma exibição bem-sucedida durante suas duas temporadas, e encerrou-se em 2006. Em 2008, motivada pelo sucesso de Floribella, a Rede Globo recontrataria Morethzsohn para voltar aos roteiros de Malhação. A partir de Junho de 2013 Patrícia volta a telinha para escrever a nova temporada de Malhação.

## Filmografia
Televisão
| Ano     | Trabalho         | Emissora          | Escalação        | Parceiros Titulares |
| ------- | ---------------- | ----------------- | ---------------- | ------------------- |
| 1995    | Malhação 1995    | Rede Globo        | Colaboradora     | [ nota 1 ]          |
| 1996—97 | Malhação 1996    | Rede Globo        | Colaboradora     | [ nota 1 ]          |
| 1996—98 | Caça Talentos    | Rede Globo        | Roteirista       | [ nota 2 ]          |
| 1997—98 | Malhação 1997    | Rede Globo        | Colaboradora     | [ nota 3 ]          |
| 1998    | Malhação 1998    | Rede Globo        | Colaboradora     | [ nota 4 ]          |
| 1998—99 | Malhação 1998-99 | Rede Globo        | Colaboradora     | [ nota 5 ]          |
| 1999—00 | Malhação 1999    | Rede Globo        | Colaboradora     | [ nota 6 ]          |
| 2000—01 | Malhação 2000    | Rede Globo        | Colaboradora     | [ nota 6 ]          |
| 2001    | Estrela-Guia     | Rede Globo        | Colaboradora     | [ nota 7 ]          |
| 2001—02 | Malhação 2001    | Rede Globo        | Colaboradora     | [ nota 8 ]          |
| 2002—03 | Malhação 2002    | Rede Globo        | Colaboradora     | [ nota 8 ]          |
| 2003—04 | Malhação 2003    | Rede Globo        | Colaboradora     | [ nota 9 ]          |
| 2004—05 | Malhação 2004    | Rede Globo        | Colaboradora     | [ nota 9 ]          |
| 2005—06 | Floribella       | Rede Bandeirantes | Autora principal | [ nota 10 ]         |
| 2007—09 | Malhação 2008    | Rede Globo        | Autora principal | [ nota 10 ]         |
| 2009    | Malhação 2009    | Rede Globo        | Autora principal | [ nota 11 ]         |
| 2010    | Tempos Modernos  | Rede Globo        | Colaboradora     | [ nota 12 ]         |
| 2011—12 | Fina Estampa     | Rede Globo        | Colaboradora     | [ nota 13 ]         |
| 2013—14 | Malhação 2013    | Rede Globo        | Autora principal | [ nota 14 ]         |
| 2016    | Haja Coração     | Rede Globo        | Colaboradora     | [ nota 15 ]         |
| 2018—19 | Malhação 2018    | Rede Globo        | Autora principal |                     |
| 2025    | Três Graças      | Rede Globo        | Colaboradora     | [ nota 16 ]         |